# 群馬県道321号金山城址線

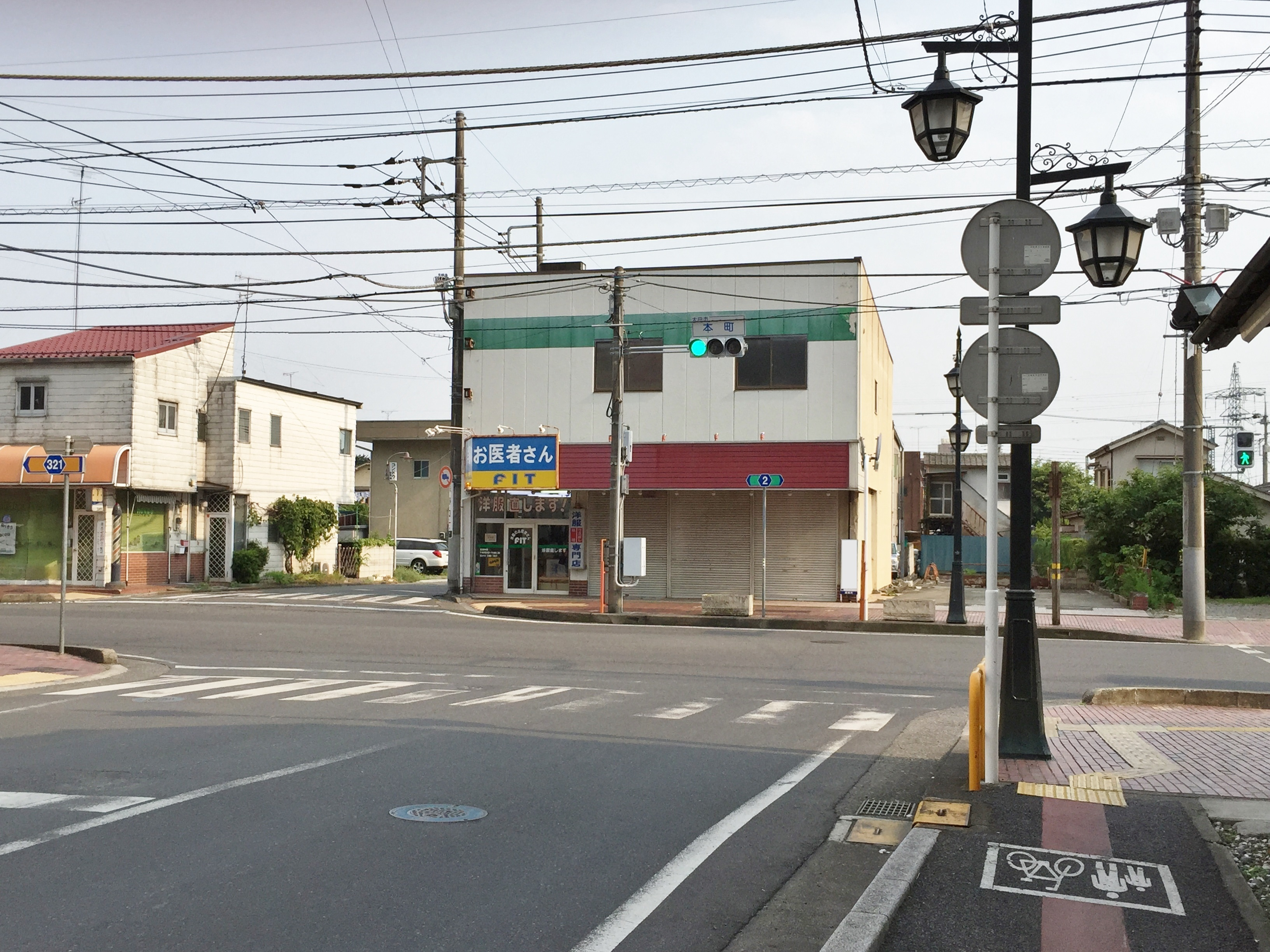
本町交差点
（終点、2015年6月）

群馬県道321号線金山城址線（ぐんまけんどう321ごう かなやまじょうしせん）は群馬県太田市を通過する一般県道である。

## 路線データ
- 起点 : 群馬県太田市金山町（金山自然公園）[注釈 1]
- 終点 : 群馬県太田市本町（本町交差点＝群馬県道2号前橋館林線交点）[注釈 2]

## 歴史
- 1959年（昭和34年）9月18日：群馬県より現・道路法に基づき、県道金山城趾線（太田市大字入町 - 県道前橋古河線交点〈新田郡新田町〉、整理番号107）が路線認定される[2]。
  - 同日、前身路線にあたる県道太田金山線（太田市 - 同市 新田神社、整理番号168）が路線廃止される[3]。

## 地理

### 通過する自治体
- 群馬県
  - 太田市

### 沿線
- 金山自然公園（金山町）
- 金山城跡（金山町）
- 史跡金山城跡ガイダンス施設（金山町）
- 太田市金山地域交流センター（金山町）
- 大光院（呑龍様）（金山町）
- SUBARU群馬製作所太田北工場（呑竜工場）（金山町）
- 太田市立太田小学校（本町）